# Dragon TV
Dragon Television (ou Dragon TV) é um canal de televisão chinês, que faz parte da Shanghai Media Group.